# Mariana Rossi
Mariana Rossi (Vicente López, Buenos Aires; el 2 de enero de 1979) es una jugadora argentina de hockey sobre césped que se desempeña como defensora.
Forma parte de Las Leonas, la Selección femenina de Argentina, con la que se proclamó campeona de la Copa del Mundo en 2010 disputada en Rosario, Argentina. Ha obtenido también la medalla de bronce en los Juegos Olímpicos de 2008 y dos medallas de oro en el Champions Trophy (2008 y 2010). Con la selección júnior, obtuvo también la medalla de oro de los Juegos Panamericanos de Chile, en 1997 y la de bronce en la Copa del Mundo del mismo año disputada en Seongnam, Corea.